# Карашилік (Маркакольський район)
Карашилі́к (каз. Қарашілік) — село у складі Маркакольського району Східноказахстанської області Казахстану. Входить до складу Маркакольського сільського округу.
Населення — 185 осіб (2021; 346 у 2009, 403 у 1999, 521 у 1989).
Національний склад станом на 1989 рік:
- казахи — 100 %